# Vegas del Genil
Vegas del Genil é um município da Espanha na província de Granada, comunidade autónoma da Andaluzia, de área 14 km² com população de 7224 habitantes (2007) e densidade populacional de 345,89 hab/km².

## Demografia
| Variação demográfica do município entre 1991 e 2004 | Variação demográfica do município entre 1991 e 2004 | Variação demográfica do município entre 1991 e 2004 | Variação demográfica do município entre 1991 e 2004 |
| --------------------------------------------------- | --------------------------------------------------- | --------------------------------------------------- | --------------------------------------------------- |
| 1991                                                | 1996                                                | 2001                                                | 2004                                                |
| 2607                                                | 2753                                                | 3691                                                | 4922                                                |